# Ototylomys phyllotis
La rata trepadora orejuda (Ototylomys phyllotis) es una especie de roedor de la familia Cricetidae, nativa de América central y el sur de México. Es la única especie del género Ototylomys.

## Distribución
Su área de distribución incluye Costa Rica, Nicaragua, Honduras, El Salvador, Guatemala y Belice en América Central, y  Yucatán, Tabasco y Chiapas en México. Su rango altitudinal oscila entre zonas bajas y 1900 m s. n. m.